# Gratiot, Wisconsin
Gratiot là một làng thuộc quận Lafayette, tiểu bang Wisconsin, Hoa Kỳ. Năm 2006, dân số của làng này là 252 người.